# Ervedosa (Vinhais)
Ervedosa é uma povoação portuguesa sede da Freguesia de Ervedosa do Município de Vinhais, freguesia com 30,98 km² de área e 331 habitantes (censo de 2021), tendo, por isso, uma densidade populacional de 10,7 hab./km².
Ervedosa foi vila e sede de concelho entre 1514 e 1836, quando foi anexada a Torre de Dona Chama. Este era constituída apenas por uma freguesia e tinha, em 1801, 410 habitantes.
A Freguesia de Ervedosa compreende a aldeia de Ervedosa e ainda as aldeias de Soutilha e Falgueiras.

## Demografia
Nota: No censo de 1890 não figura como freguesia.
A população registada nos censos foi:
| Distribuição da População por Grupos Etários | Distribuição da População por Grupos Etários | Distribuição da População por Grupos Etários | Distribuição da População por Grupos Etários | Distribuição da População por Grupos Etários |
| -------------------------------------------- | -------------------------------------------- | -------------------------------------------- | -------------------------------------------- | -------------------------------------------- |
| Ano                                          | 0-14 Anos                                    | 15-24 Anos                                   | 25-64 Anos                                   | > 65 Anos                                    |
| 2001                                         | 44                                           | 55                                           | 202                                          | 144                                          |
| 2011                                         | 21                                           | 27                                           | 149                                          | 179                                          |
| 2021                                         | 17                                           | 16                                           | 114                                          | 184                                          |

## Património
- Igreja Paroquial de Ervedosa (São Martinho)
- Capela de Santa Ana
- Capela de São Cristóvão
- Capela de Santo António
- Capela de Santa Bárbara
- Capela de São Nicolau
- Pelourinho de Ervedosa

## Heráldica
- Armas - Escudo de verde, pelourinho de prata acompanhado em chefe de duas glebas de trigo de ouro;
- Atadas de púrpura; bordadura de ouro carregada de oito pares de martelos de negro, passados em aspa.
- Coroa mural de quatro torres. Listel branco com a legenda a negro, em maiúsculas: “ERVEDOSA“